# Третото кралство
„Третото кралство“ (на английски: The Third Kingdom) е тринадесетият роман от епичната фентъзи поредица „Мечът на истината“ на американския писател Тери Гудкайнд. Той е вторият от новата поредица за Ричард и Калан и продължава сюжетната арка, започната в „Машина за знамения“.

## Издания
Романът е издаден през 2014 г. от американското издателство Tor Books. През същата година е издаден от българското издателство „Прозорец“ в превод на Невена Кръстева.

## Сюжет
Внимание:  Текстът по-долу разкрива сюжета на произведението (или части от него)!
След като оцеляват след срещата си с Девата-хранителка, Ричард и Калан засядат в Тъмните земи и са пленени от двама канибали, които Ричард отблъсква с помощта на група селяни, изпратени от момчето Хенрик. Тези хора, водени от жена на име Естер, ги отвеждат бързо в пещерно село, известно като Стройза. Там млада магьосница на име Сами се опитва да излекува Калан, но изпада в истерия, когато открива, че Калан съдържа активна болестна сила или „присъствие на смъртта“, което тя вижда и в Ричард. Хенрик разкрива, че тълпа е нападнала караваната на Ричард и Калан и че генерал Мейфърт, Кара, Зед и Ники са скрили Ричард и Калан. Те са избягали, за да отклонят нападателите си, докато на Хенрик е наредено да потърси помощ. Той също така разкрива, че се нуждаят от защитно поле, за да бъдат излекувани. Единственото, за което знаят, е в Народния дворец. Те са прекъснати от писъци и други шумове на борба и Ричард унищожава редица съживени трупове, но усилието го тласка към безсъзнание.
Сами лекува леките им рани, но не е в състояние да премахне смъртта вътре. Въпреки че Ричард се събужда, Калан остава в безсъзнание. Сами разказва на Ричард историята на семейството си, включително за изчезването на майка ѝ и за дълга на надарените хора от Стройза (който Ричард разкрива, че е Висок Д'Харан за „страж“): да наблюдават северната стена, отвъд която светът на живота и светът на смъртта са обединени. От другата страна са хора, лишени от души, наречени „получовеци“, създадени от император Сулахан в древна война, които се стремят да получат души, като ядат враговете си. За да спасят групата на Ричард, той и Сами пътуват до северната стена, като се борят с няколко тълпи от получовеци по пътя. Докато се опитват да намерят получовеците, държащи приятелите на Ричард, те се разделят и епископ Ханис Арк залавя Ричард. Междувременно Калан се събужда и докато получава информация от Естер, е отведена от абат Лудвиг Драйер и неговата морещица Ерика в провинция Фаджин, където той измъчва хора до ръба на смъртта в опит да извлече пророчества от тях в последните им мигове.
В пещерите на получовеците Ричард е затворен. Той открива Зед, също затворен, който му казва, че получовеците го окървавяват с надеждата, че кръвта му ще възкреси мъртвия им император. Епископът използва своята морещица Вика, за да принуди Ричард да го последва, и използва кръвта на Ричард, за да събуди мъртвия император Сулахан. След това Епископът и Сулахан извеждат получовеците от третото кралство. Сулахан убеждава Епископа да убие Ричард и абата, за да осигури управлението си. Ханис Арк решава да изпрати Вика да убие Ричард и група получовеци в абатството, за да убият абат Драйер. Сами освобождава Ричард, който след това освобождава приятелите си, войниците Д'Харан и майката на Сами. Докато се опитват да избягат, генерал Мейфърт е убит, а Ричард, Зед, Ничи, Кара и войниците Д'Харан избиват останалите получовеци. Вика се връща в Ханис Арк с празни ръце, а Императорът изпраща своите следотърсачи след групата. С армия от получовеци Сулахан и Ханис Арк се отправят към Народния дворец. Ричард и приятелите му спасяват Калан от абатството точно когато получовеците на Ханис Арк пристигат, за да убият абата, който успява да избяга. По-късно Ричард и Калан се сбогуват с Кара, докато тя ги оставя да скърбят сами.